# Cyptonychia candidarius
Cyptonychia candidarius är en fjärilsart som beskrevs av George Duryea Hulst 1887. Cyptonychia candidarius ingår i släktet Cyptonychia och familjen nattflyn. Inga underarter finns listade i Catalogue of Life.